# Изделие 181
Изделие 181 — советский экспериментальный самолёт, разработанный в АНТК имени Олега Антонова, в Киеве (УССР) в конце 1980-х годов. Особенностью самолёта является необычная форма крыла арочной конструкции.

## История концепции
Автором арочного типа крыла является американский конструктор Уиллард Кастер, который в 1930—1950-х годах разработал и построил несколько экспериментальных самолётов, на которых применил изобретённую им аэродинамическую схему. Её основной особенностью, по замыслу Кастера, была способность полукруглого крыла создавать, благодаря своей форме, дополнительную статическую подъемную силу. Однако доказать воплощение концепции до жизнеспособных характеристик Кастеру не удалось, и арочное крыло не получило распространения в авиастроении.
Кастер утверждал, что аппарат с таким крылом способен взлетать и подниматься почти вертикально, или зависать, сохраняя скорость железнодорожного транспортного средства.

## История аппарата
Изделие 181 построено в единственном опытном экземпляре в конце 1980-х годов для отработки аэродинамической схемы. Однако самолёт, который должен был продемонстрировать взлёт после всего 30—40 метров разбега и устойчивый полёт на минимальной скорости в 30—40 км/ч, в воздух так и не поднялся. Причиной преждевременного свёртывания программы стал распад СССР и последовавшее за этим прекращение финансирования работ. Программу закрыли за месяц до назначенного методического совета по оценке готовности прототипа первому полёту.
Прототип самолёта (иногда его неточно именуют «Ан-181», хотя это обозначение официально не было принято) был мало известен. Лишь однажды, в 1991 году, изделие 181 было продемонстрировано на авиашоу в Гостомеле. С июля 2010 года хорошо сохранившийся уникальный опытный образец изделия 181 с бортовым номером СССР-190101, находится в Государственном музее авиации Украины.

## Конструкция
Самолёт оборудован фонарём, сбрасываемым в полёте в случае нештатной ситуации. Крыло имеет арочную конструкцию. Шасси не убирается в полёте. Киль имеет V-образную конструкцию. Экипаж экспериментального летательного аппарата должен был состоять из 2 человек.

## Характеристики
Источник данных: Государственный музей авиации (Жуляны)

Технические характеристики
- Экипаж: 2 человека
- Длина: 7,31 м
- Размах крыла: 7,3 м
- Высота: 2,5 м
- Площадь крыла: 7 м²
- Нормальная взлётная масса: 820 кг
- Максимальная взлётная масса: 900 кг
- Силовая установка: 1 × ПД LOM М-337А, 6-цилиндровый
- Мощность двигателей: 1 × 140 л. с.
- Диаметр винта: 1,5 м

Лётные характеристики
- Максимальная скорость: 225 км/ч
- Практическая дальность: 530 км
- Практический потолок: 4200 м
- Длина разбега: 70 м
- Длина пробега: 80 м

## Изображения

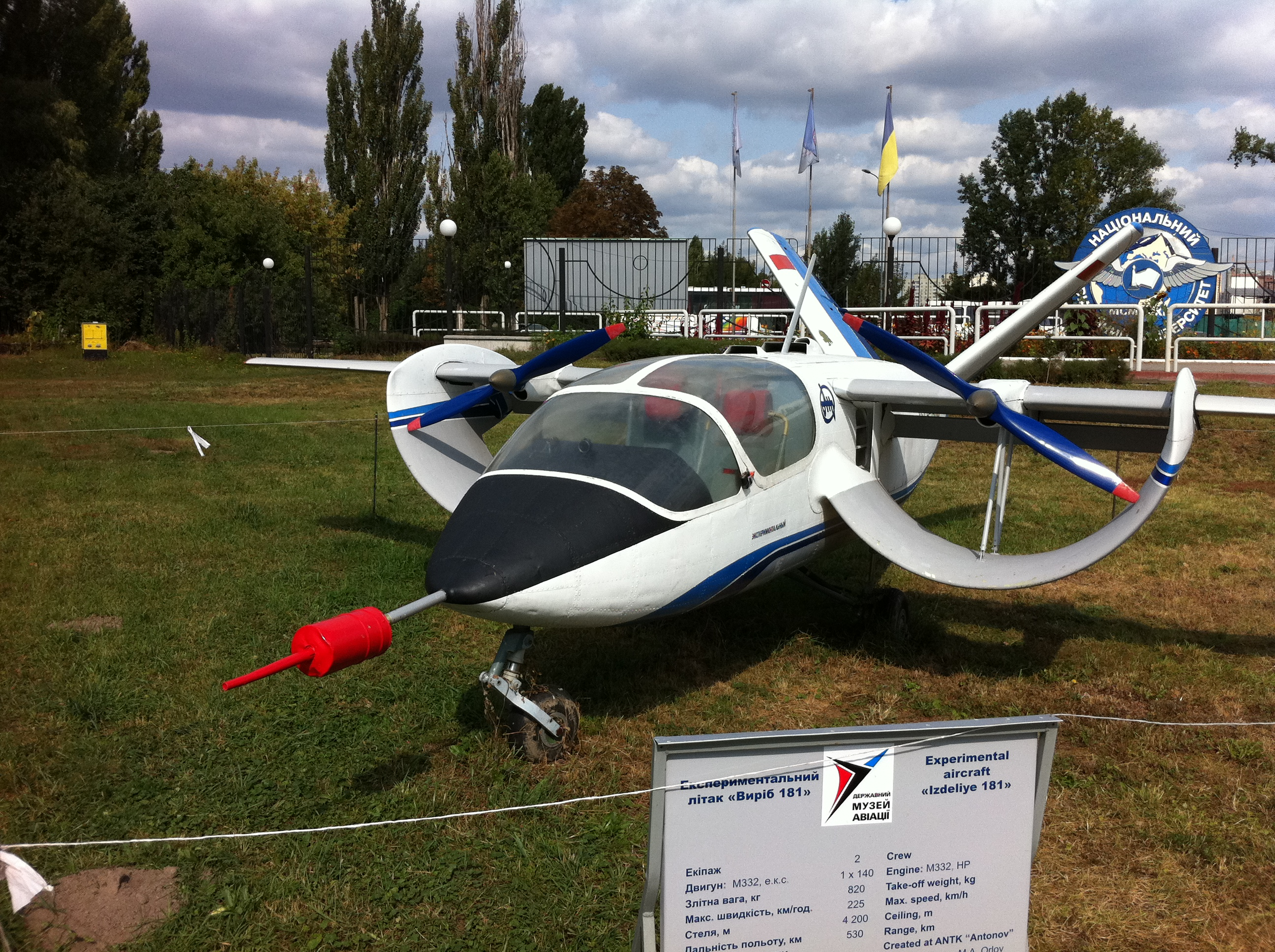
Экспозиция
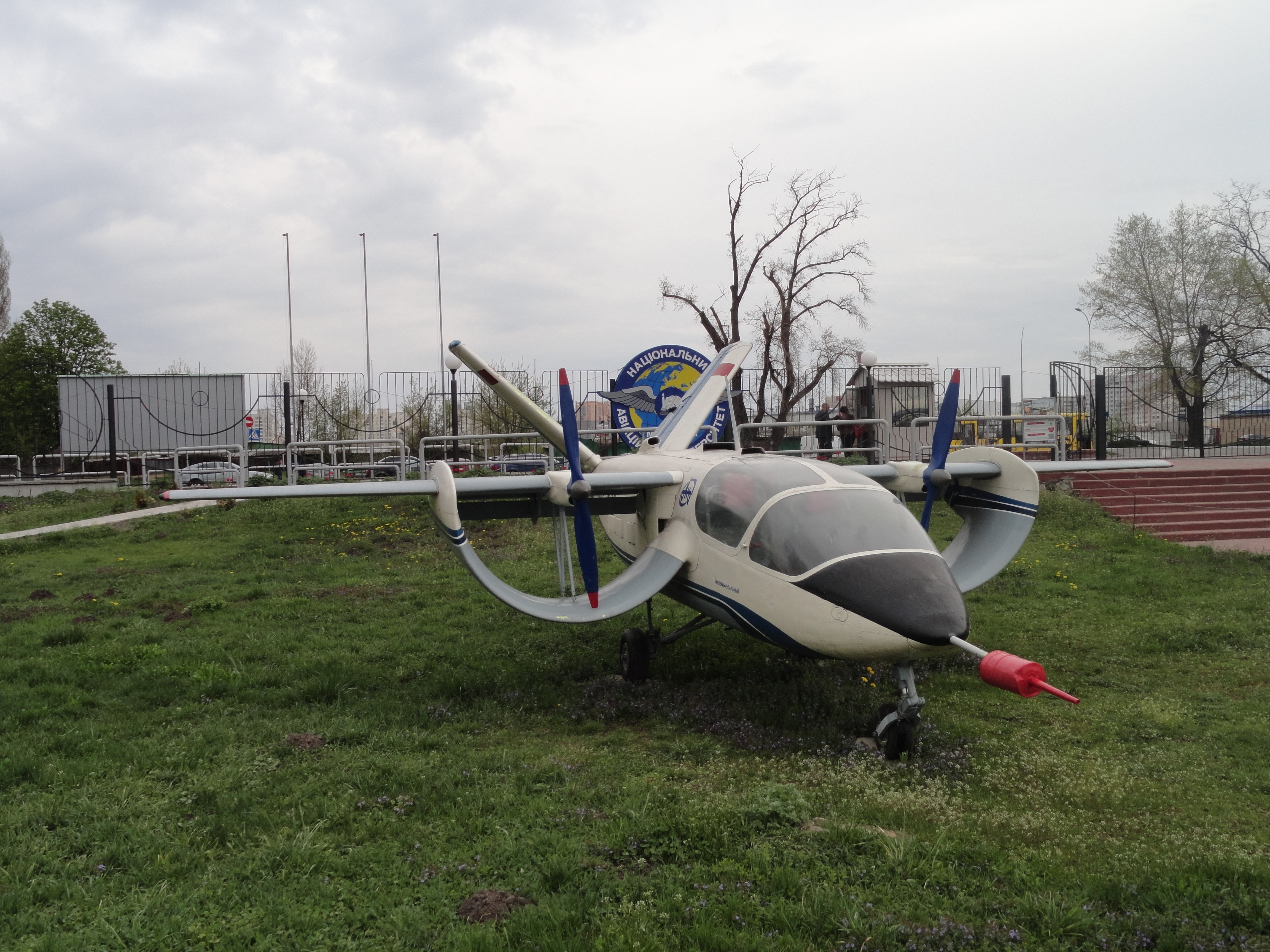
Хорошо видно крыло арочного типа
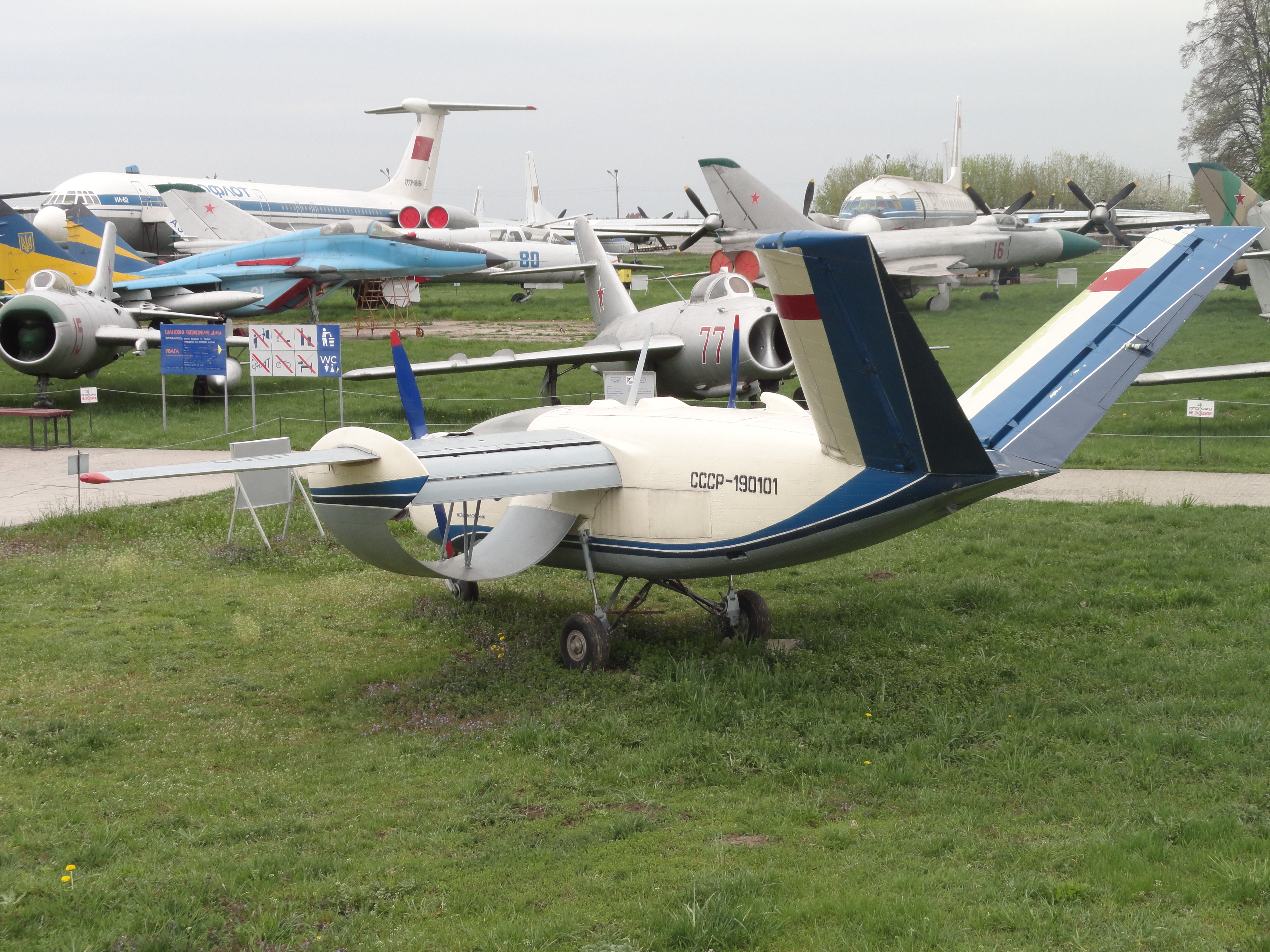
V-образный киль на самолёте